# ری موراکاوا
ری موراکاوا (انگلیسی: Rie Murakawa; ۱ ژوئن ۱۹۹۰ – ) صداپیشه، و خواننده اهل ژاپن بود. وی از سال ۲۰۱۱ میلادی تاکنون مشغول فعالیت بوده‌است.